# Междузвездни войни: Бунтовниците
„Междузвездни войни: Бунтовниците“ (на английски: Star Wars Rebels) е американски компютърно анимиран сериал, създаден от Lucasfilm Animation. Той дебютира по Disney XD на 3 октомври 2014 г. Сюжетът се развива в измислената от Джордж Лукас галактика на „Междузвездни войни“ между епизоди III и IV на филмовата поредица, приблизително 14 години след края на третия филм.

## „Междузвездни войни: Бунтовниците“ в България
В България премиерата на сериала съвпада със световна и е на 10 октомври 2014 г. по Disney Channel от 9:30. Втори сезон започна на 11 октомври 2015 г. от 14:45. Трети сезон започва на 19 ноември 2016 г. от 7:20. Последният четвърти сезон започва на 17 март 2018 г. от 7:00. Дублажът е синхронен и осъществен в Александра Аудио.